# Eleição presidencial nos Estados Unidos em 1864
A eleição presidencial dos Estados Unidos de 1864 foi a vigésima eleição presidenial do país. Abraham Lincoln foi reeleito como presidente. A eleição foi realizada durante a Guerra Civil. Lincoln correu sob o União Nacional contra o general democrata George B. McClellan. McClellan correu como o "candidato da paz", mas ele pessoalmente não acreditava na plataforma do seu partido. Embora os votos contados apenas foram lançados naqueles estados que não tinham tentado separar-se da União, as eleições foram realizadas também nos estados confederados de Louisiana e Tennessee, com Lincoln vencendo em ambos.
Em oposição a um grupo de dissidentes republicanos que nomearam John C. Frémont, os republicanos leais a Lincoln juntaram-se com uma série de democratas bélicos para formar o Partido de União Nacional. O novo partido político foi formado para acomodar os democratas bélicos.
Em 8 de novembro, Lincoln venceu facilmente. Vários estados permitiram que seus cidadãos que serviam como soldados no campo poderiam votar, pela primeira vez na história dos Estados Unidos. Esta foi a primeira eleição desde 1832 em que um presidente em exercício ganhou a reeleição. O segundo mandato de Lincoln logo acabou, quando ele foi assassinado por John Wilkes Booth.
Os estados da Luisiana e do Tennessee (que foram recentemente capturados pelo exército americano) realizaram as eleições que dariam 17 votos eleitorais à Lincoln, mas nenhum voto foi contabilizado.

## Processo eleitoral
A partir de 1832, os candidatos para presidente e vice começaram a ser escolhidos através das Convenções. Os delegados partidários, escolhidos por cada estado para representá-los, escolhem quem será lançado candidato pelo partido. Os eleitores gerais elegem outros "eleitores" que formam o Colégio Eleitoral. A quantidade de "eleitores" por estado varia de acordo com a quantidade populacional do estado. Em quase todos os estados, o vencedor do voto popular leva todos os votos do Colégio Eleitoral.

## Convenções

### Convenção Nacional doPartido RepublicanoIndependente de 1864

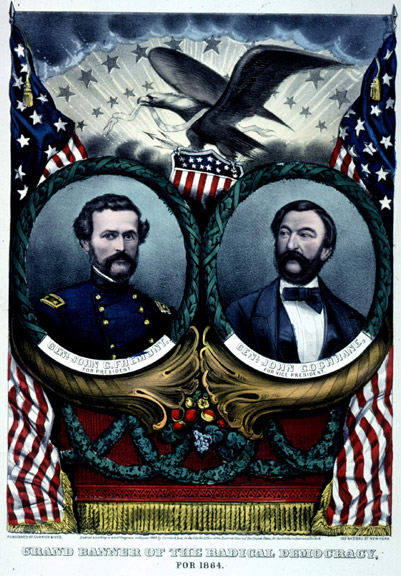
Cartaz republicano com Frémont e Cochrane.

A Guerra Civil continuou e começaram divergências dentro do Partido Republicano. Os senadores dos Charles Sumner e Henry Wilson queriam que o Partido Republicano defendesse emendas constitucionais para proibir a escravidão e garantir a igualdade. Isso ainda não estava aceito por todos os republicanos do norte. O New York World queria prejudicar o Partido União Nacional (rótulo usado pelo Partido Republicano em 1864) e publicou uma série de artigos estabelecendo qualificações de John C. Frémont.
A Convenção Nacional do Partido Republicano Independente aconteceu em Cleveland em 31 de maio. A convenção nomeou John C. Frémont para presidente e John Cochrane para vice.
Após a Convenção Nacional Democrata nomear George B. McClellan, no entanto, Frémont enfrentou um dilema. Ele ficou apavorado com a plataforma democrata, que ele descreveu como "a união com a escravidão." Após três semanas de discussões com Cochrane e seus partidários, Frémont e seu vice retiraram-se da corrida em 21 de julho. Em sua declaração, Frémont achava que Lincoln não ia longe o suficiente, mas a derrota de McClellan era de maior necessidade.

### Convenção Nacional doPartido União Nacionalde 1864

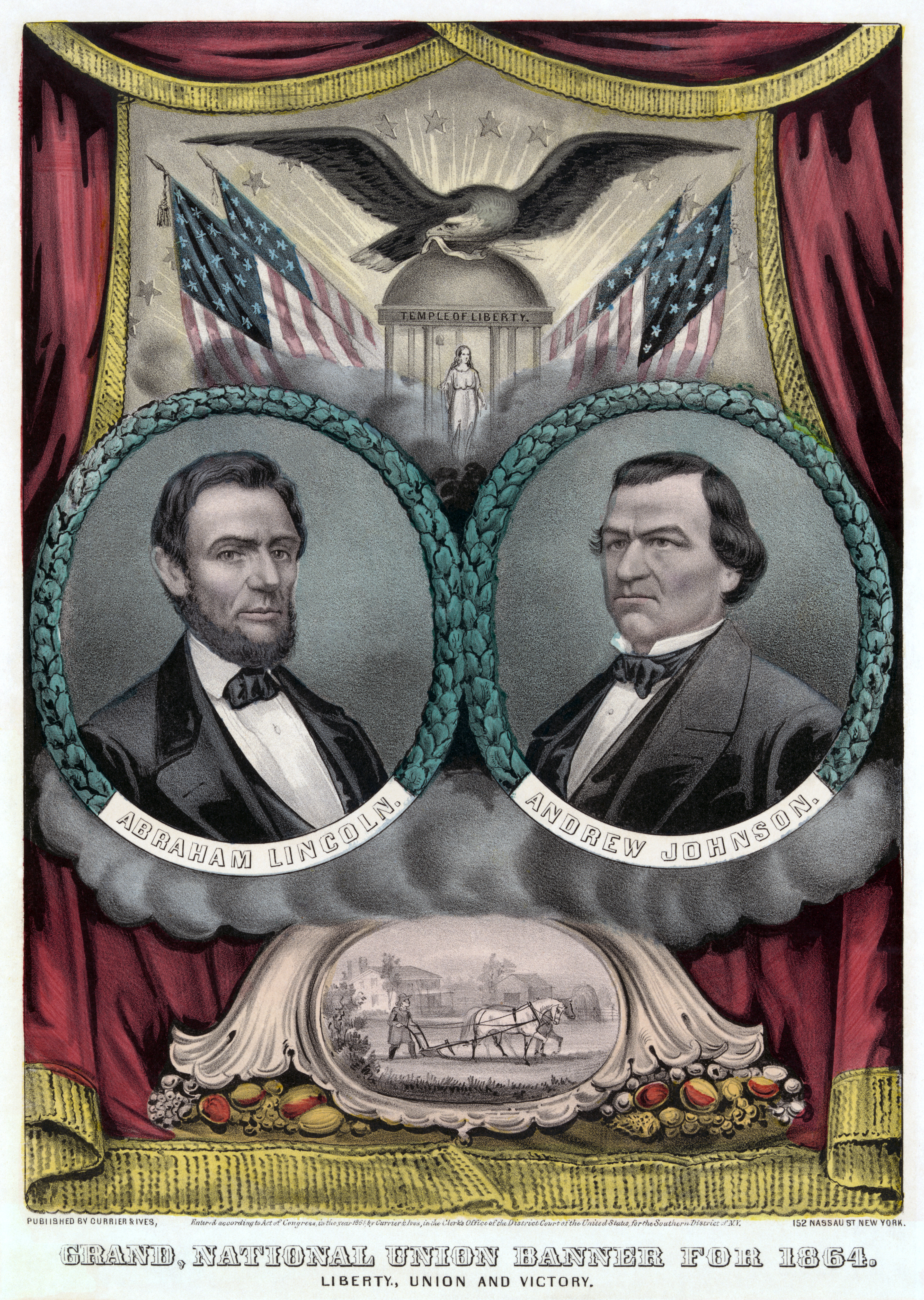
Cartaz da União Nacional com Lincoln e Andrew.

A terceira Convenção Nacional do Partido Republicano (nessa eleição, o partido recebeu o nome de União Nacional devido a coalização com democratas) aconteceu em Baltimore entre 7 e 8 de junho. Foi nomeado o presidente Lincoln no primeiro escrutínio. Abraham Lincoln recebeu 494 votos para a nomeação, Ulysses S. Grant recebeu 22 votos e 3 se abstiveram. Andrew Johnson foi nomeado para vice.

### Convenção Nacional doPartido Democratade 1864

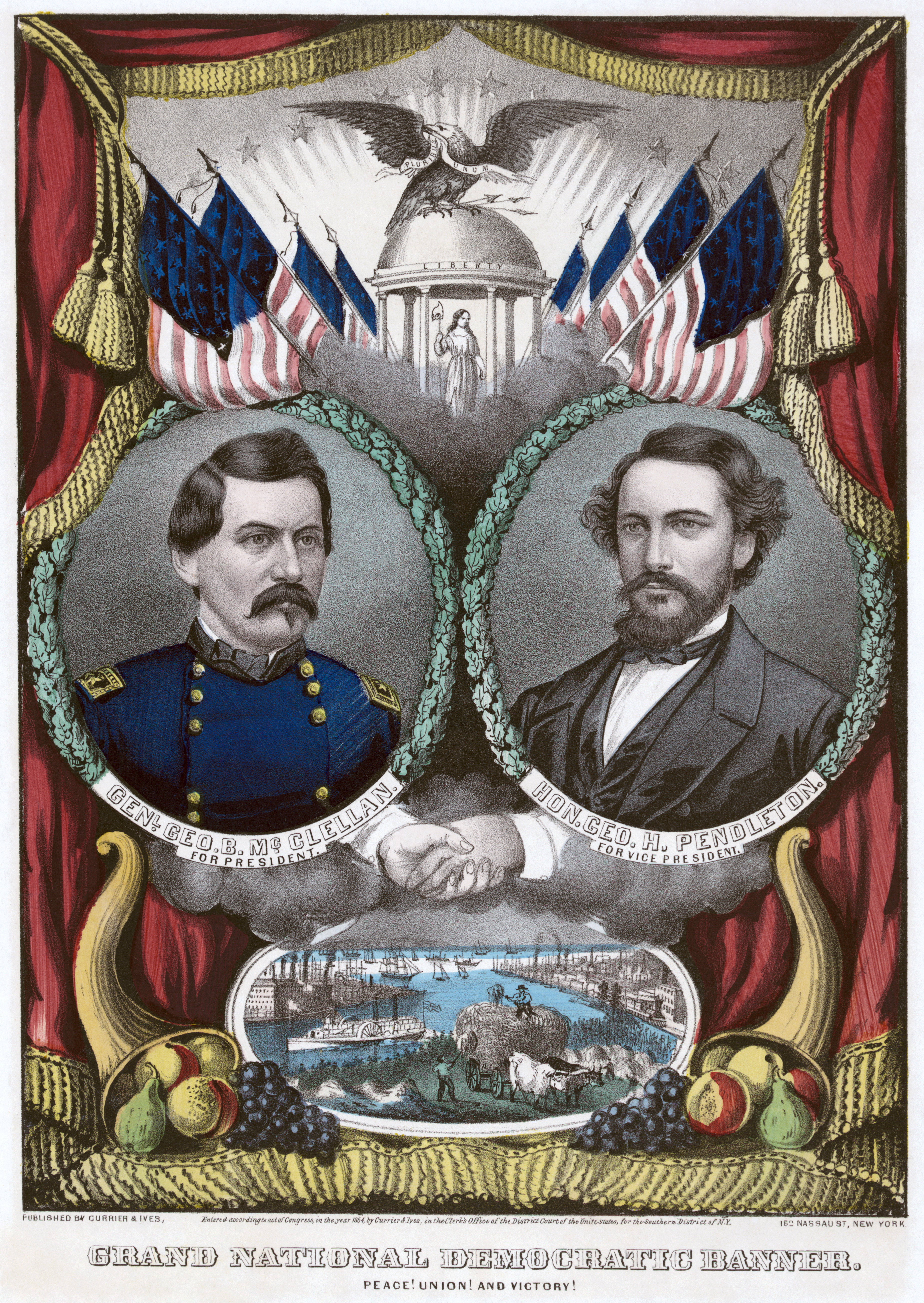
Cartaz democrata com McClellan e Pendleton.

O Partido Democrata foi dividido entre os democratas bélicos e os democratas pacíficos, que foram divididos entre as facções rivais. Depois de Gettysburg, quando ficou claro que o Sul já não podia ganhar a guerra, os democratas pacíficos moderados propuseram uma paz negociada que garantia a vitória da União. Eles acreditavam que este era o melhor curso de ação, porque um armistício poderia terminar a guerra sem concluir as ideias do sul. Os democratas pacíficos radicais declararam que a guerra era um fracasso e favoreceu o fim imediato das hostilidades, sem garantir a vitória da União.
Uma vez que os democratas estavam divididos por questões de guerra e paz, buscavam um candidato forte que poderia unificar o partido. O compromisso foi o de nomear o general pró-guerra George B. McClellan para presidente e o representante anti-guerra George H. Pendleton para vice-presidente. A convenção, em seguida, adotou uma plataforma de paz - uma plataforma de McClellan que pessoalmente rejeitou. McClellan apoiou a continuação da guerra e o restabelecimento da União.
A nona Convenção Nacional do Partido Democrata aconteceu em Chicago entre 29 e 31 de agosto.

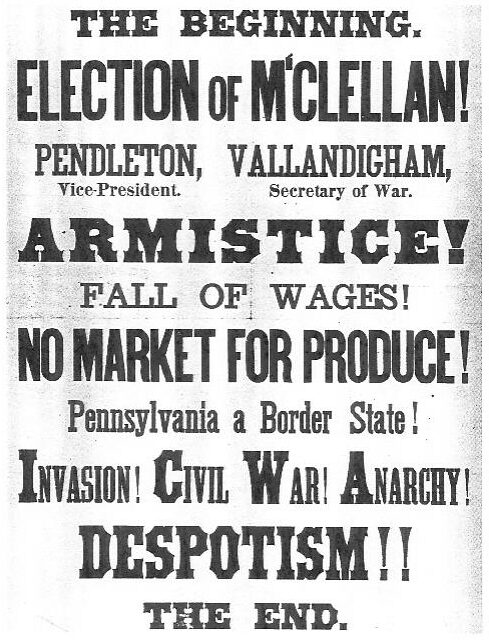
Cartaz do Partido União Nacional descrevendo o que aconteceria se os democratas vencessem.

| Votação presidencial | Votação presidencial | Votação presidencial  | Votação vice-presidencial | Votação vice-presidencial | Votação vice-presidencial |
| Candidato/Votação    | 1ª antes de mudanças | 1ª depois de mudanças | Candidato/Votação         | 1ª antes de mudanças      | 1ª depois de mudanças     |
| -------------------- | -------------------- | --------------------- | ------------------------- | ------------------------- | ------------------------- |
| George B. McClellan  | 174                  | 202.5                 | George H. Pendleton       | 55.5                      | 226                       |
| Thomas H. Seymour    | 38                   | 23.5                  | James Guthrie             | 65.5                      | 0                         |
| Horatio Seymour      | 12                   | 0                     | Lazarus W. Powell         | 32.5                      | 0                         |
| Abstenção            | 1.5                  | 0                     | George W. Cass            | 26                        | 0                         |
| Charles O'Conor      | 0.5                  | 0                     | John D. Caton             | 16                        | 0                         |
|                      |                      |                       | Daniel W. Voorhees        | 13                        | 0                         |
|                      |                      |                       | Augustus C. Dodge         | 9                         | 0                         |
|                      |                      |                       | John S. Phelps            | 8                         | 0                         |
|                      |                      |                       | Abstenção                 | 0.5                       | 0                         |

## Resultados

### Estatística
| Candidato presidencial                                           | Partido                                                          | Estado de origem                                                 | Voto popular(a)                                                  | Voto popular(a)                                                  | Colégio Eleitoral(a)(b) | Colégio Eleitoral(a)(b) | Running mate                | Running mate      | Running mate            |
| Candidato presidencial                                           | Partido                                                          | Estado de origem                                                 | Votos                                                            | %                                                                | Votos                   | %                       | Candidato vice-presidencial | Estado de origem  | Colégio Eleitoral(a)(b) |
| ---------------------------------------------------------------- | ---------------------------------------------------------------- | ---------------------------------------------------------------- | ---------------------------------------------------------------- | ---------------------------------------------------------------- | ----------------------- | ----------------------- | --------------------------- | ----------------- | ----------------------- |
| Abraham Lincoln                                                  | Partido União Nacional                                           | Kentucky                                                         | 2,211,317                                                        | 55,03%                                                           | 212                     | 91%                     | Andrew Johnson              | Carolina do Norte | 212                     |
| George B. McClellan                                              | Partido Democrata                                                | Pensilvânia                                                      | 1,806,227                                                        | 44,95%                                                           | 21                      | 9%                      | George H. Pendleton         | Ohio              | 21                      |
| Outros                                                           | Outros                                                           | Outros                                                           | 658                                                              | 0,02%                                                            | 0                       | 0%                      | Outros                      | Outros            | 0                       |
| Total                                                            | Total                                                            | Total                                                            | 4,018,202                                                        | 100%                                                             | 233                     |                         |                             |                   | 233                     |
| Votos minímos do Colégio Eleitoral de que se precisa para vencer | Votos minímos do Colégio Eleitoral de que se precisa para vencer | Votos minímos do Colégio Eleitoral de que se precisa para vencer | Votos minímos do Colégio Eleitoral de que se precisa para vencer | Votos minímos do Colégio Eleitoral de que se precisa para vencer | 117                     |                         |                             |                   | 117                     |

Fonte - Voto popular: Colégio Eleitoral: 
(a)Os estados em secessão não participaram na eleição de 1864.

(b)Um "eleitor" de Nevada não votou.

### Por estado
| Califórnia        | 5   | 62,053    | 58.6 | 5   | 43,837    | 41.4 | -  | 105,890   |
| Connecticut       | 6   | 44,673    | 51.4 | 6   | 42,285    | 48.6 | -  | 86,958    |
| Delaware          | 3   | 8,155     | 48.2 | -   | 8,767     | 51.8 | 3  | 16,922    |
| Illinois          | 16  | 189,512   | 54.4 | 16  | 158,724   | 45.6 | -  | 348,236   |
| Indiana           | 13  | 149,887   | 53.5 | 13  | 130,230   | 46.5 | -  | 280,117   |
| Iowa              | 8   | 83,858    | 63.1 | 8   | 49,089    | 36.9 | -  | 132,947   |
| Kansas            | 3   | 17,089    | 79.2 | 3   | 3,836     | 17.8 | -  | 20,925    |
| Kentucky          | 11  | 27,787    | 30.2 | -   | 64,301    | 69.8 | 11 | 92,088    |
| Maine             | 7   | 67,805    | 59.1 | 7   | 46,992    | 40.9 | -  | 114,797   |
| Maryland          | 8   | 40,153    | 55.1 | 8   | 32,739    | 44.9 | -  | 72,892    |
| Massachusetts     | 12  | 126,742   | 72.2 | 12  | 48,745    | 27.8 | -  | 175,487   |
| Michigan          | 8   | 91,133    | 55.1 | 8   | 74,146    | 44.9 | -  | 165,279   |
| Minnesota         | 4   | 25,031    | 59   | 9   | 17,376    | 41   | -  | 42,407    |
| Missouri          | 11  | 72,750    | 69.7 | 11  | 31,596    | 30.3 | -  | 104,346   |
| Nevada            | 2   | 9,826     | 59.7 | 2   | 6,594     | 40.2 | -  | 16,420    |
| Nova Hampshire    | 5   | 36,596    | 52.6 | 5   | 33,034    | 47.4 | -  | 69,630    |
| Nova Jersey       | 7   | 60,724    | 47.2 | -   | 68,020    | 52.8 | 7  | 128,744   |
| Nova Iorque       | 33  | 368,735   | 50.5 | 33  | 361,986   | 49.5 | -  | 730,721   |
| Ohio              | 21  | 265,674   | 56.4 | 21  | 205,609   | 43.6 | -  | 471,283   |
| Oregon            | 3   | 9,888     | 53.9 | 3   | 8,457     | 46.1 | -  | 18,345    |
| Pensilvânia       | 26  | 296,292   | 51.6 | 26  | 277,443   | 48.4 | -  | 573,735   |
| Rhode Island      | 4   | 14,349    | 62.2 | 4   | 8,718     | 37.8 | -  | 23,067    |
| Vermont           | 5   | 42,419    | 76.1 | 5   | 13,321    | 23.9 | -  | 55,750    |
| Oeste de Virgínia | 5   | 23,799    | 68.2 | 5   | 11,078    | 31.8 | -  | 34,877    |
| Wisconsin         | 8   | 83,458    | 55.9 | 8   | 65,884    | 44.1 | -  | 149,342   |
| TOTAL:            | 233 | 2,218,388 | 55   | 221 | 1,812,807 | 45   | 21 | 4,031,887 |
| Fonte:            |     |           |      |     |           |      |    |           |